# Brad Greenberg
Brad Howard Greenberg (Plainview, 24 febbraio 1954) è un allenatore di pallacanestro, dirigente sportivo ed ex cestista statunitense.

## Palmarès

### Allenatore

#### Squadra
- Campionato israeliano: 1

Maccabi Haifa: 2012-13
- FIBA Europe Cup: 1

Ironi Nes Ziona: 2020-21

#### Individuale
- Miglior allenatore della Ligat ha'Al: 1

Maccabi Haifa: 2012-13